# Dicyema apalachiensis
Dicyema apalachiensis är en djurart som tillhör fylumet rhombozoer, och som beskrevs av Short 1961. Dicyema apalachiensis ingår i släktet Dicyema och familjen Dicyemidae. Inga underarter finns listade i Catalogue of Life.